# Nadleśnictwo Rzepin

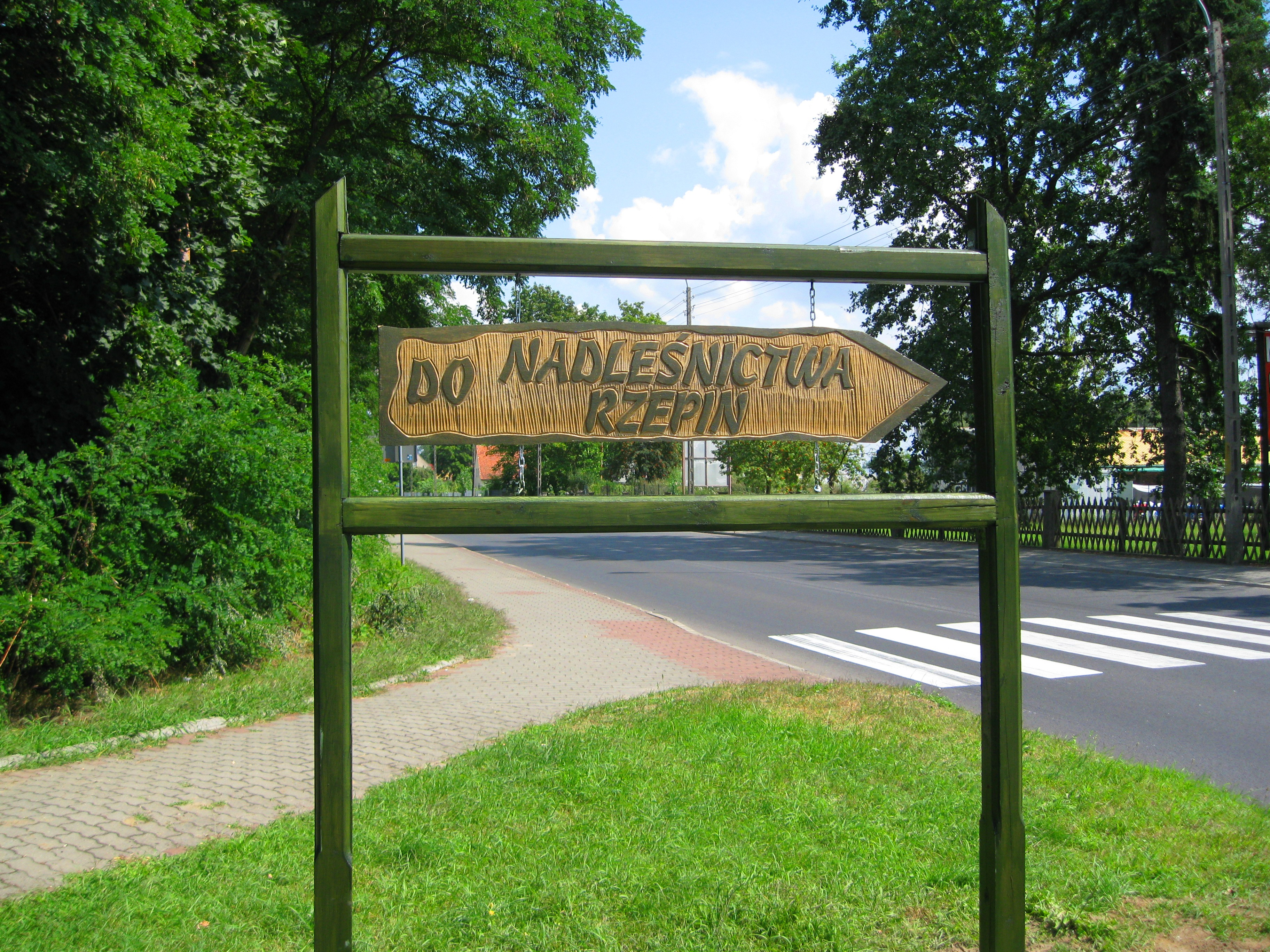
Drogowskaz do siedziby nadleśnictwa

Nadleśnictwo Rzepin – nadleśnictwo należące do Regionalnej Dyrekcji Lasów Państwowych w Szczecinie, położone w województwie lubuskim, na terenie gmin Rzepin, Słubice, Cybinka, Górzyca, Ośno Lubuskie.
Nadleśnictwo gospodaruje na powierzchni około 18 357 ha. Siedziba nadleśnictwa znajduje przy ul. Puszczy Rzepińskiej 11 w Rzepinie.

## Leśnictwa
- Leśnictwo Drzecin (Starków)
- Leśnictwo Biskupice (Sułówek)
- Leśnictwo Kunowice (Słubice)
- Leśnictwo Bukowiec (Kunowice)
- Leśnictwo Prochowiec (Zielony Bór)
- Leśnictwo Rzepin (Rzepin)
- Leśnictwo Zielona Góra (Starościn)
- Leśnictwo Nowy Młyn (Nowy Młyn)
- Leśnictwo Gajec (Torzym)
- Leśnictwo Zielony Bór (Gajec)